# Grandfontaine (Grand Est)
Grandfontaine (in tedesco Michelbrunn) è un comune francese di 392 abitanti situato nel dipartimento del Basso Reno nella regione del Grand Est.

## Società

### Evoluzione demografica
Abitanti censiti